# Schwarzer Tiefaugenbock
Der Schwarze Tiefaugenbock (Cortodera femorata) ist ein Käfer aus der Familie der Bockkäfer (Cerambycidae). Die Art ist in Nordeuropa sowie in Osteuropa und von dort weiter nach Osten verbreitet. Es handelt sich um eine von 24 Arten seiner Gattung in Europa.

## Merkmale

### Merkmale der Imagines
Der Schwarze Tiefaugenbock erreicht eine Körperlänge von 7 bis 11 Millimetern. Der Körper ist gattungstypisch lang gebaut und besitzt ein relativ kurzes Pronotum, das vorn deutlich halsartig verschmälert ist. Die Flügeldecken sind gestreckt und nach hinten kaum verschmälert. Sie sind meist einfarbig schwarz gefärbt, können jedoch auch gelbbraun mit dünner, dunkler Flügeldeckennaht gefärbt sein; dann sind auch die Fühler und Beine gelb. Die Basis der Flügeldecken, die Vorderbeine und die Basis der hinteren Schenkel sind gelb. Das erste Glied der Hintertarsen ist deutlich länger als das zweite und dritte zusammen. Die Oberseite ist dicht gelblich behaart; die Härchen der Flügeldecken überragen die Basis der dahinter befindlichen Punkte, in denen sie entspringen.

### Merkmale der Larven
Der Körper und der Kopf der Larven der Gattung ähneln denen der Gattung Acmaeops, sind nicht deutlich abgeflacht, und die Kopfseiten sind nur schwach konvex bis subparallel. Die Antennen sind kurz und dreigliedrig; das zweite Antennenglied ist extrem klein und unsklerotisiert. Beiderseits der Kopfkapsel befinden sich nur je ein einziges großes Stemma. Die Maxillen sind robust, und die Malae besitzen kein schräg pigmentiertes Band. Die Bauchsklerite der Abdominalsegmente tragen keine Borsten, und das neunte Abdominalsegment besitzt keinen caudalen Dorn am Körperende.

## Verbreitung
Der Schwarze Tiefaugenbock ist wahrscheinlich ein sibirisches Faunenelement und ist im südlichen Nordeuropa und in Osteuropa sowie von dort weiter nach Osten verbreitet. Keine Nachweise gibt es in Dänemark, den Niederlanden, Luxemburg, Liechtenstein und Belgien. In Deutschland und in Österreich ist die Art in allen Bundesländern dokumentiert, in der Schweiz ist sie ebenfalls verbreitet. Dabei ist sie im Tiefland und auch in den Höhenlagen anzutreffen.

## Lebensweise
Der Schwarze Tiefaugenbock lebt vor allem in Nadelwäldern und Kahlschlägen, sowohl im Tiefland wie auch in den höheren Lagen. Die Imagines sind von Mai bis Juni, regional auch von April bis August anzutreffen. Sie sind tagaktiv und fliegen vor allem an sonnigen Tagen im Juli und August. Sie sind auf Holz und blühenden Kräutern anzutreffen. Die Käfer besuchen die Blüten verschiedener Kräuter und Bäume, darunter etwa Weißdorne (Crataegus), Kiefern (Pinus) und verschiedene Rubus-Arten.

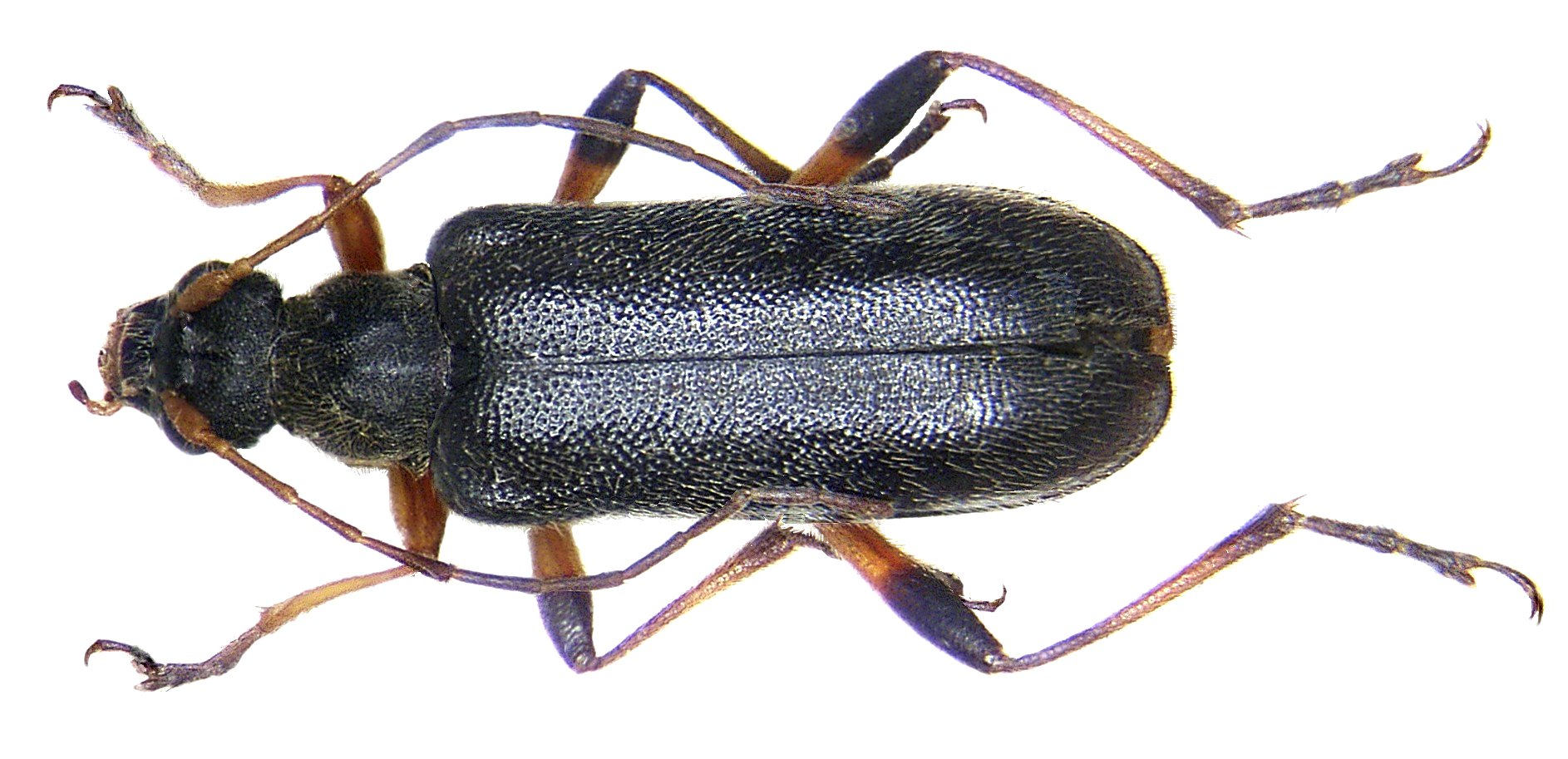
Schwarzer Tiefaugenbock

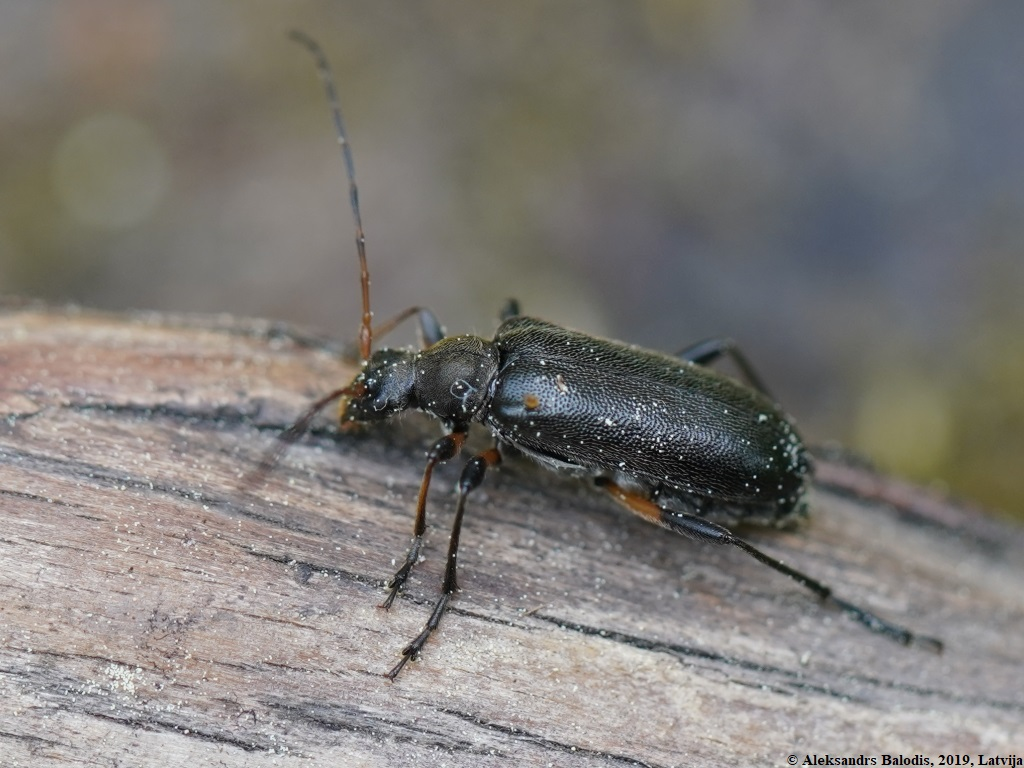
Schwarzer Tiefaugenbock

Die Tiere entwickeln sich vor allem in abgefallenen Zapfen von Kiefern (Pinus) und Fichten (Picea). Sie leben dort im Zapfenkern oder im Basisbereich älterer Zapfen. Die Eier werden wahrscheinlich an die bereits abgefallenen Kiefernzapfen gelegt. Alternativ wurde die Entwicklung der Larven in der frischen Humusauflage im Boden, der von dem Nadel-Blasssporrübling (Gymnopus perforans) besiedelt ist, oder auch in Holzklaftern beschrieben. Die Verpuppung erfolgt im Zapfen oder im Boden, und die Larven bereiten hierfür eine Puppenkammer vor, in der sie überwintern und sich im Frühjahr verpuppen.

## Systematik
Der Schwarze Tiefaugenbock ist eine eigenständige Art der Bockkäfer (Cerambycidae) und wird dort in die Gattung der Tiefaugenböcke (Cortodera Mulsant, 1862) innerhalb der Schmalböcke (Lepturinae) eingeordnet. Die wissenschaftliche Erstbeschreibung stammt von dem Entomologen Johann Christian Fabricius, der ihn 1787 als Leptura femorata beschrieb. Neben dieser Art enthält die Gattung zahlreiche weitere Arten. Synonyme der Art sind neben Leptura femorata auch Cortodera affinis Schilsky, 1892 und Leptura fusca Gmelin, 1790 nec Geoffroy, 1785.
Die Bezeichnung für die Gattung leitet sich wahrscheinlich vom lateinischen „curtus“ für „kurz“ sowie dem griechischen „dere“ für „Hals“ ab, was sich auf die Form des Pronotums beziehen könnte. Das Epitheton „femorata“ kommt aus dem Lateinischen und bedeutet „Schenkel“.

## Belege
1. 1 2 3 4 5 6 7 8 9 10 11 12 13  „Art: Cortodera femorata (Fabricius, 1787) – Schwarzer Tiefaugenbock.“ In: Bernhard Klausnitzer, Ulrich Klausnitzer, Ekkehard Wachmann, Zdeněk Hromádko: Die Bockkäfer Mitteleuropas. Die Neue Brehm-Bücherei 499, Band 2, 4. Auflage. VerlagsKG Wolf, Magdeburg 2018, ISBN 978-389432-864-1; S. 381–382.
2. 1 2 3  „18. Gattung: Cortodera Mulsant.“ In: Edmund Reitter: Fauna Germanica. Die Käfer des deutschen Reiches. K.G. Lutz, Stuttgart 1912; S. 13–14. (Digitalisat)
3. 1 2  Bernhard Klausnitzer, Ulrich Klausnitzer, Ekkehard Wachmann, Zdeněk Hromádko: Die Bockkäfer Mitteleuropas. Die Neue Brehm-Bücherei 499, Band 1, 4. Auflage. VerlagsKG Wolf, Magdeburg 2018, ISBN 978-389432-864-1; S. 105–107
4. ↑  Cortodera femorata. Fauna Europaea, abgerufen am 24. Juni 2020.
5. ↑  Karl Wilhelm Harde, František Severa: Der Kosmos Käferführer. Die mitteleuropäischen Käfer. Franckh-Kosmos Verlags-GmbH & Co, Stuttgart 2000, ISBN 3-440-06959-1; S. 266.
6. ↑  Cortodera femorata auf biolib.cz; abgerufen am 24. Juni 2020.